# Galleri över häradsvapen i Danmark
Detta är ett galleri över häradsvapen i Danmark.

## Fyn

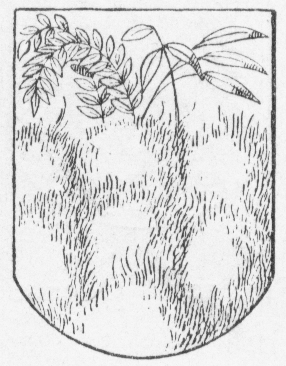
Bjerge härad (1584).
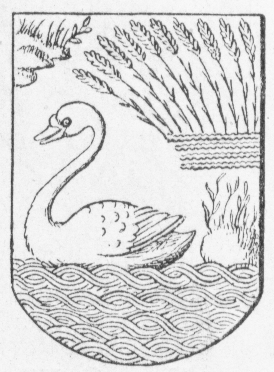
Bjerge härad (1610).
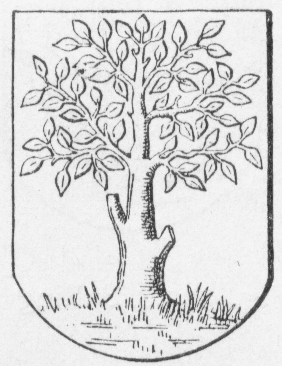
Båg härad.
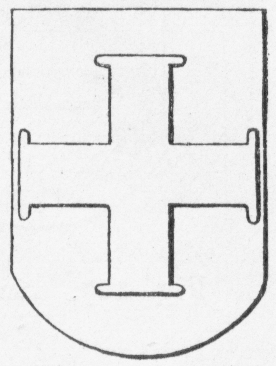
Gudme härad.
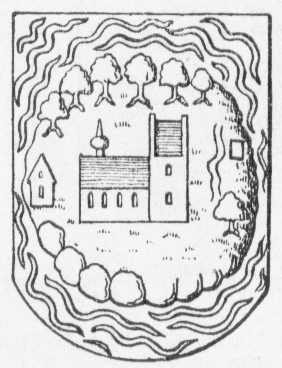
Hindsholm härad (1584)
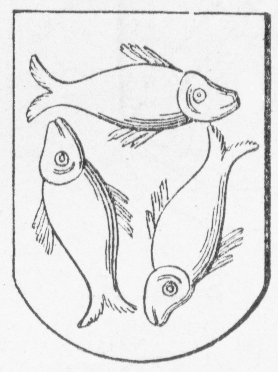
Hindsholm härad (1648)
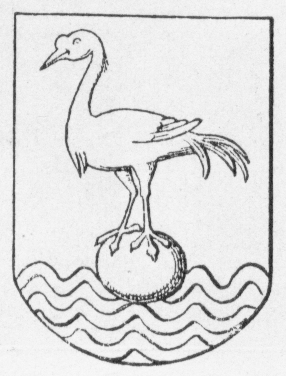
Langelands norra härad.
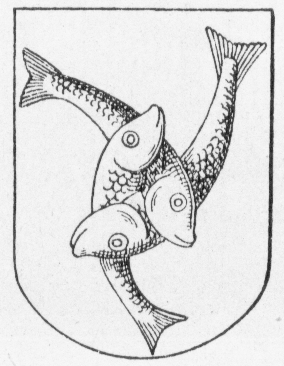
Langelands södra härad (1610).
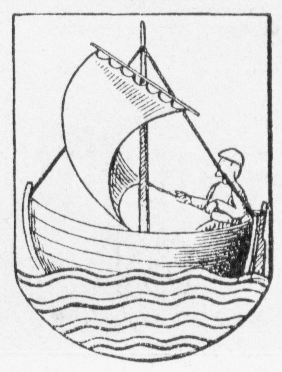
Langelands södra härad (1648).
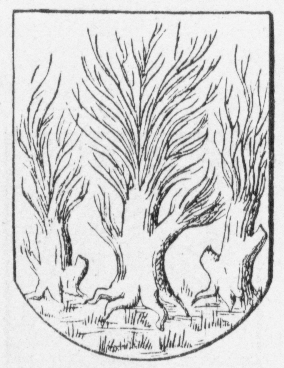
Lunde härad.
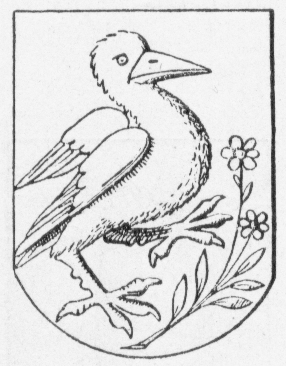
Odense härad.
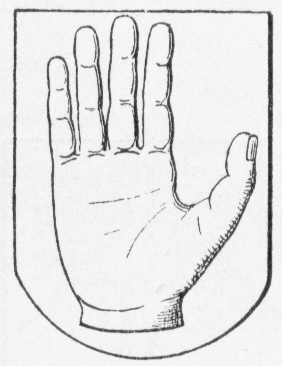
Sallinge härad (1610).
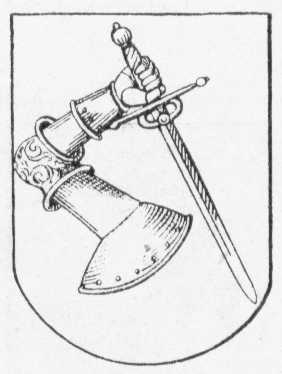
Sallinge härad (1648).
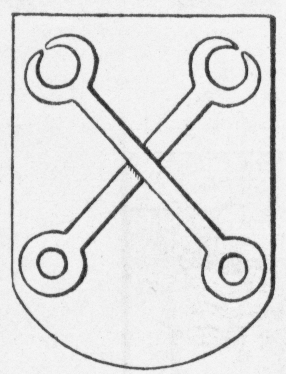
Skam härad (1610).
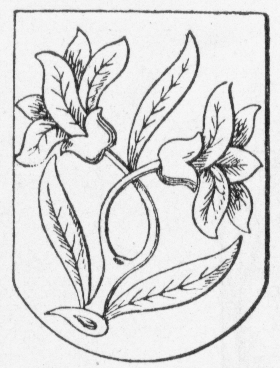
Skam härad (1648).
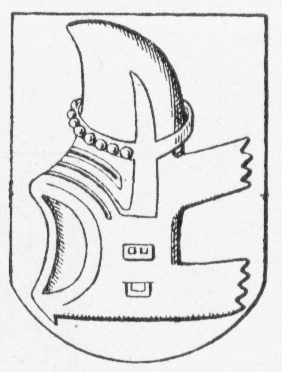
Skovby härad.
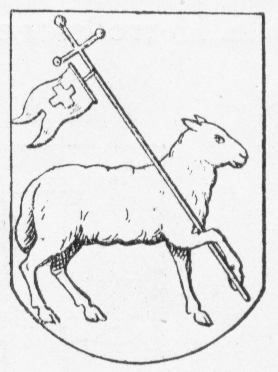
Sunds härad.
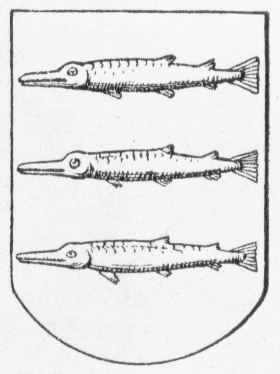
Tåsinge härad.
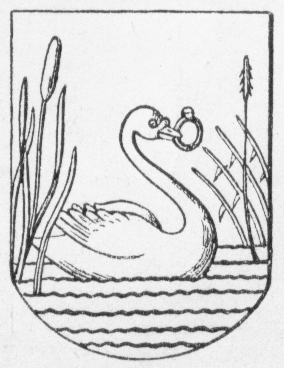
Vends härad.
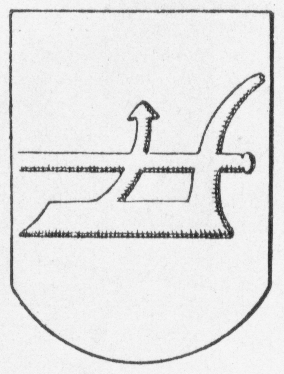
Vindinge härad.
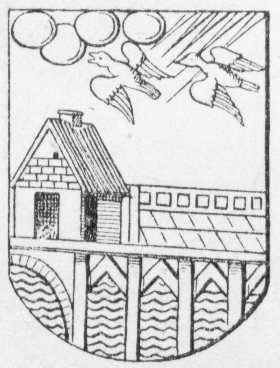
Åsum härad.

## Jylland

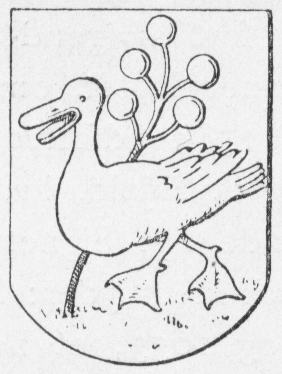
Anst härad.
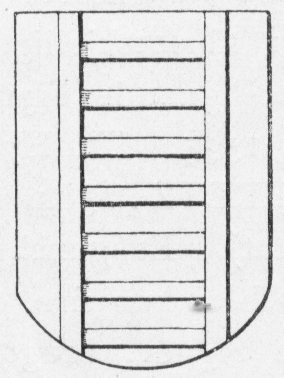
Brusk härad.
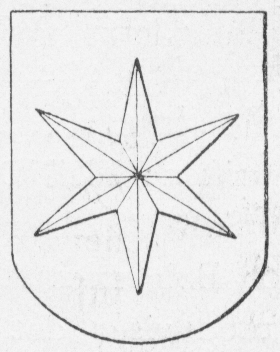
Bølling härad.
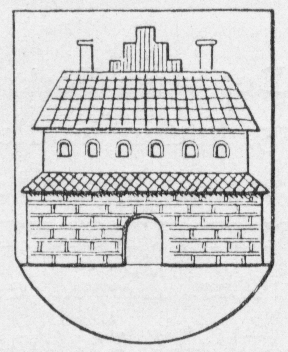
Børglum härad.
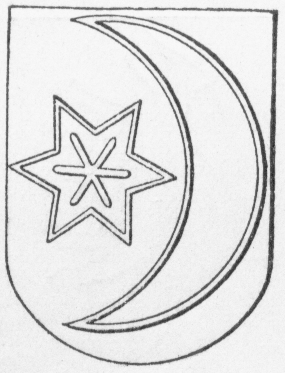
Dyrs norra härad.
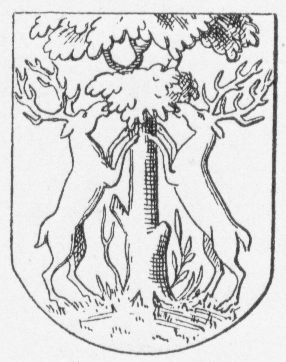
Dyrs södra härad.
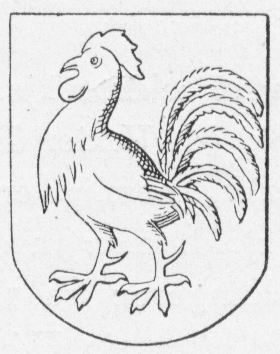
Elbo härad.
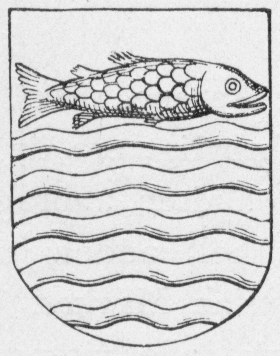
Fjends härad.
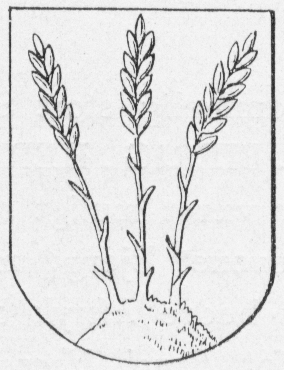
Fjends härad (1648).
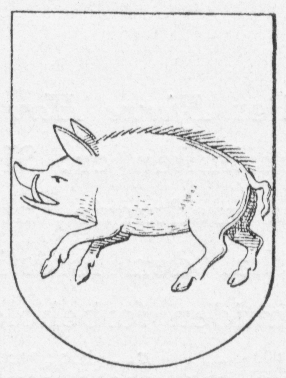
Fleskum härad.
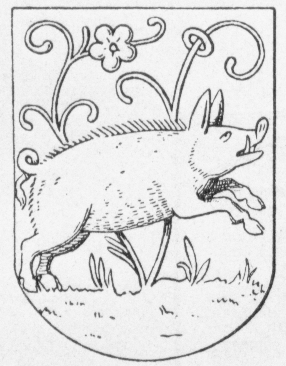
Galten härad (1610).
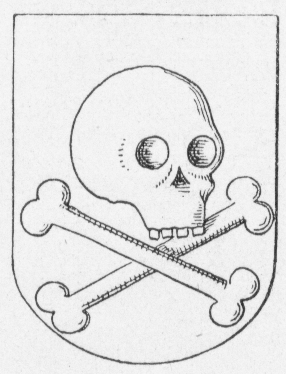
Galten härad (1648).
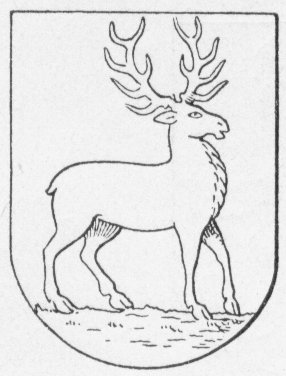
Ginding härad (1648).
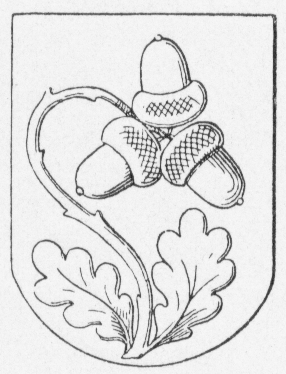
Ginding härad (1655).
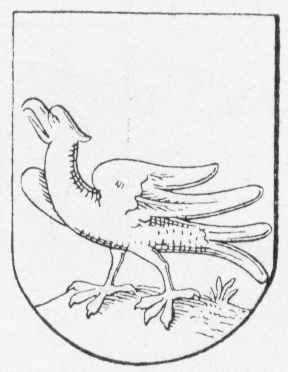
Gislum härad.
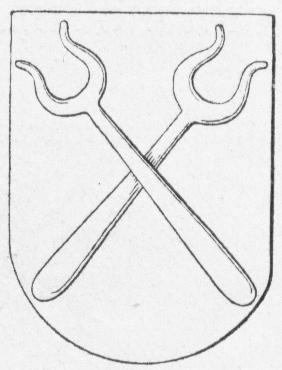
Gjerlev härad.
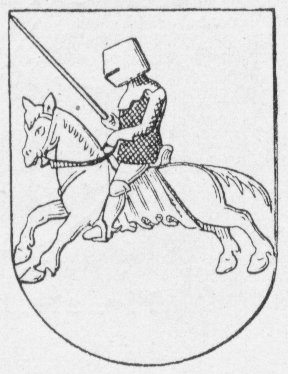
Gørding härad.
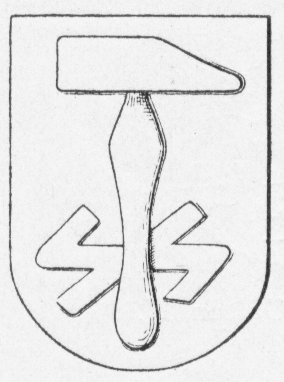
Hammerum härad (1584).
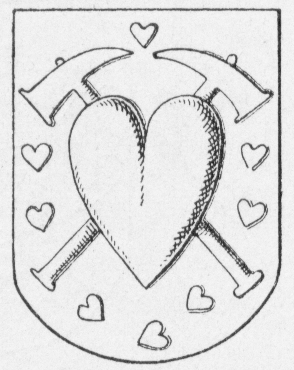
Hammerum härad (1648).
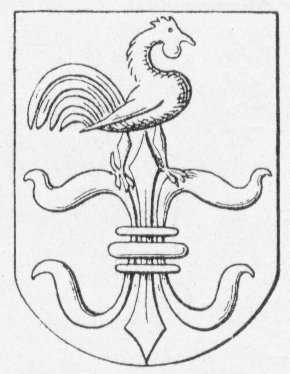
Han härad.
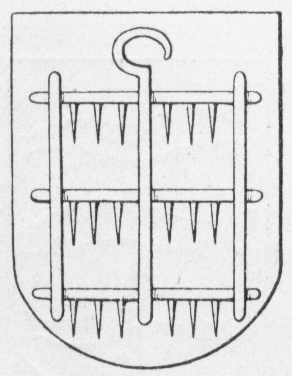
Harre härad.
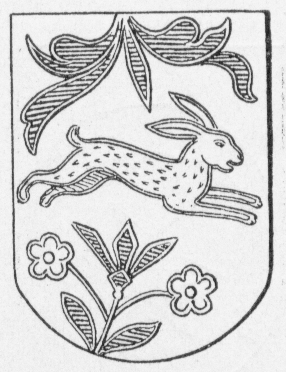
Hassing härad.
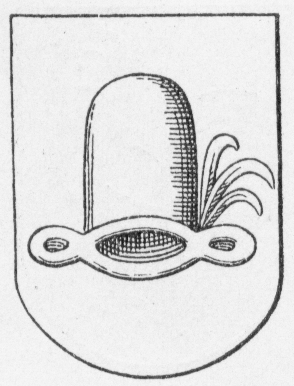
Hatting härad.
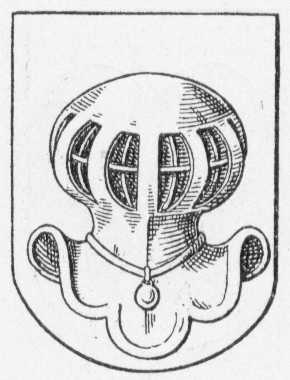
Hellum härad.
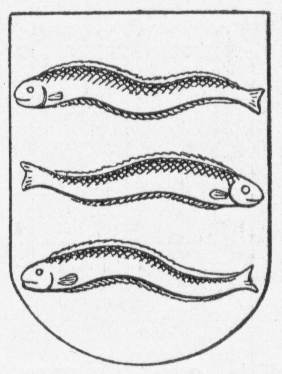
Hillerslev härad.
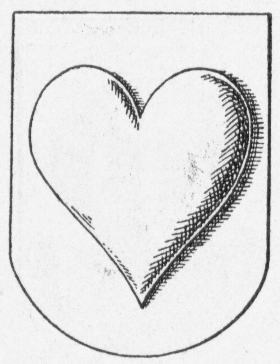
Hind härad.
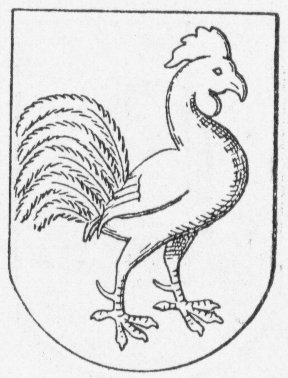
Hindborg härad.
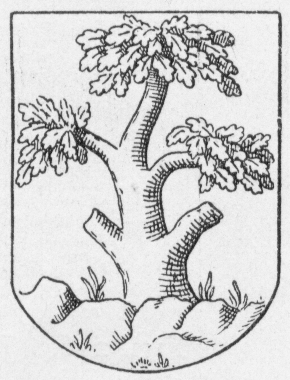
Hindsted härad.
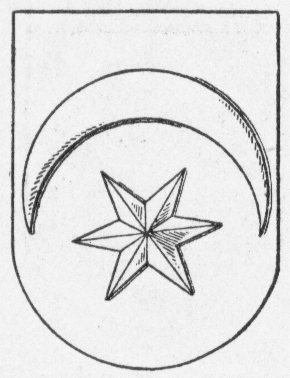
Hjerm härad.
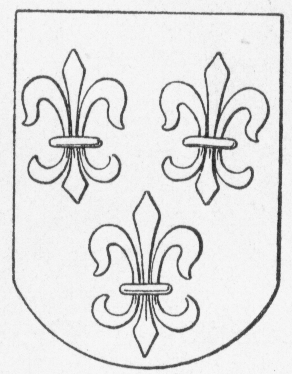
Holmans härad.
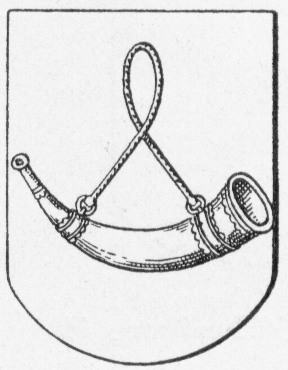
Horns härad.
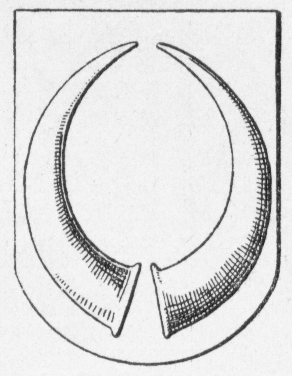
Hornum härad (1584).
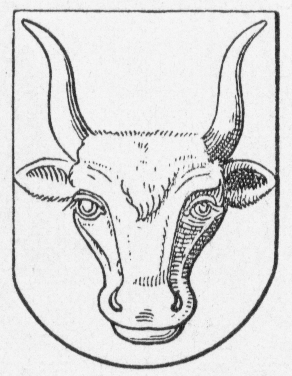
Hornum härad (1648).
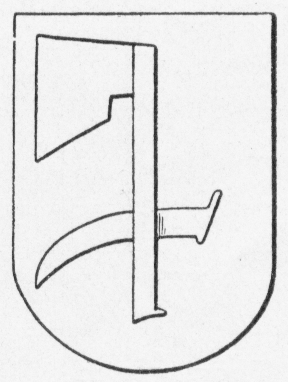
Houlbjerg härad.
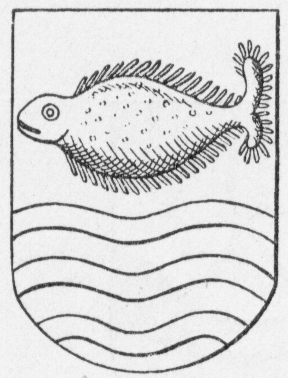
Hundborg härad.
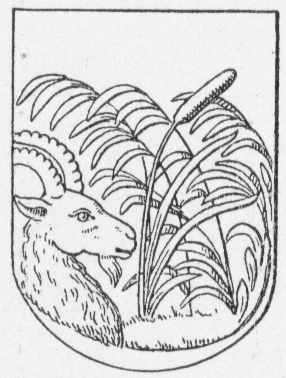
Hvetbo härad.
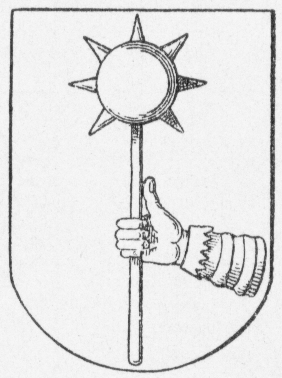
Jerlev härad.
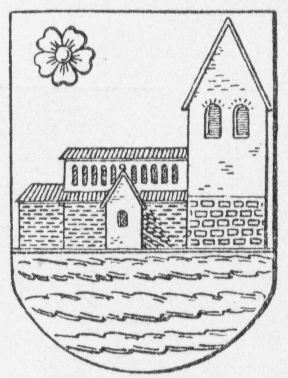
Jerslev härad (1648).
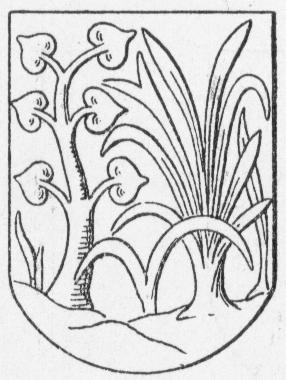
Kær härad (1584).
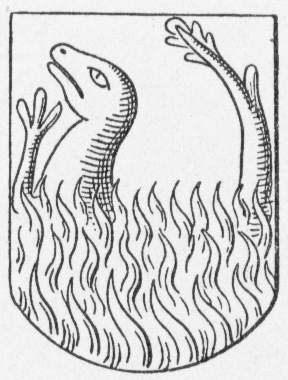
Kær härad (1610).
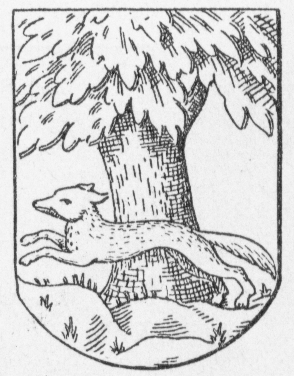
Kær härad (1648).
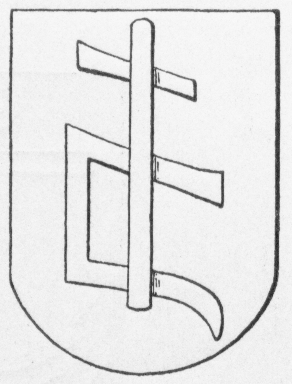
Lisbjerg härad.
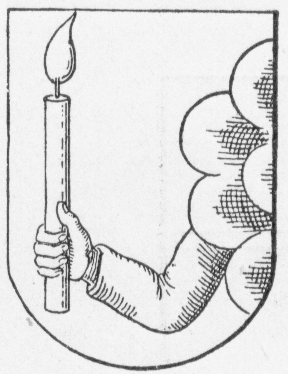
Lysgård härad.
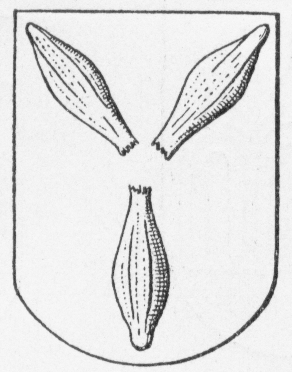
Malt härad.
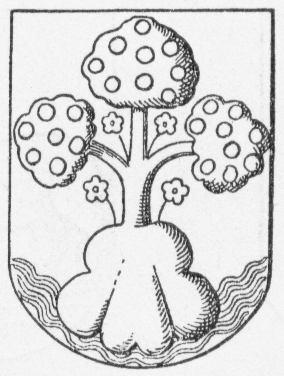
Mols härad.
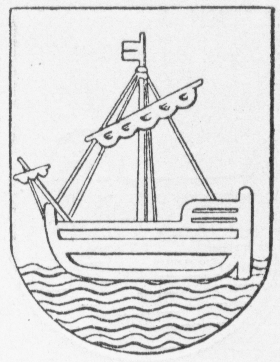
Morsø norra härad.
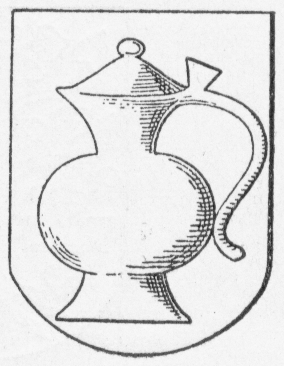
Morsø södra härad.
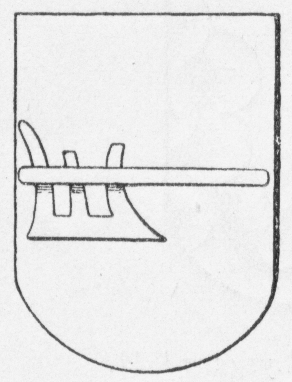
Nim härad (1610).
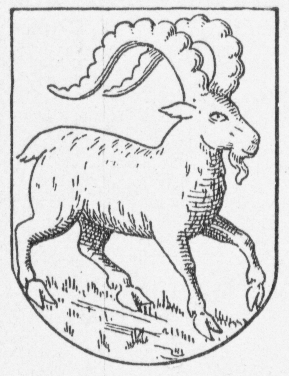
Nim härad (1648).
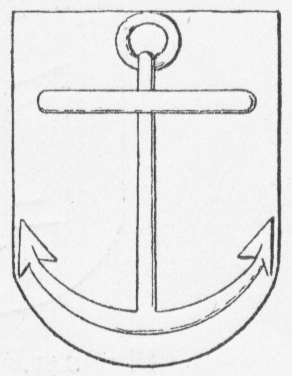
Ning härad.
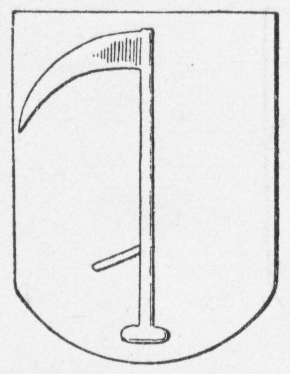
Nørhald härad (1584).
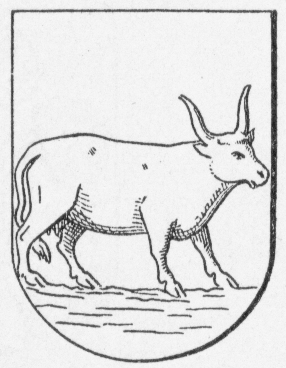
Nørhald härad (1655).
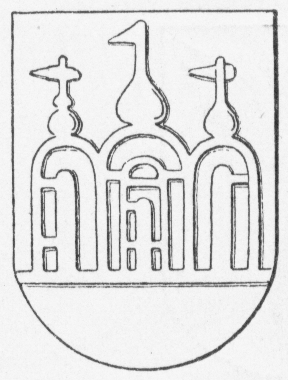
Nørlyng härad (1610).
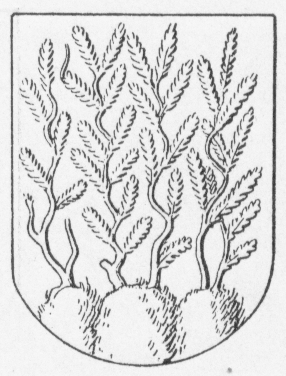
Nørlyng härad 1648.
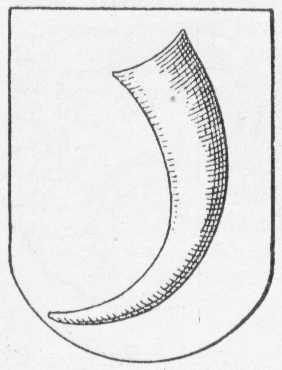
Nørre Horne härad.
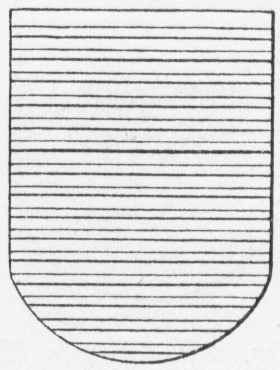
Nørvang härad.
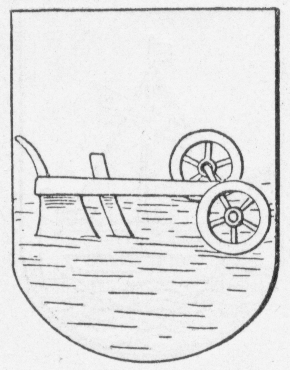
Onslid härad.
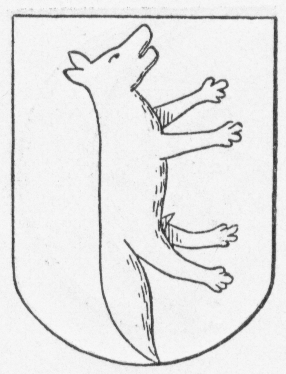
Refs härad.
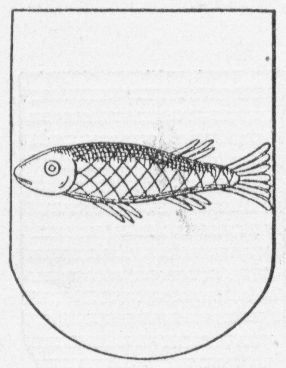
Rinds härad.
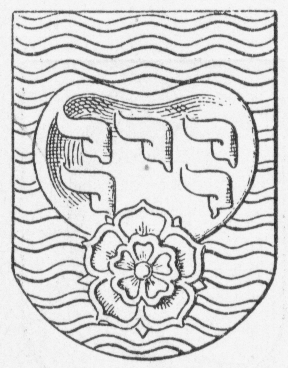
Rougsø härad.
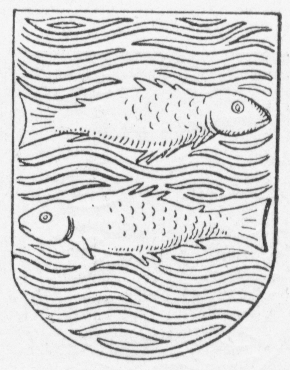
Rødding härad.
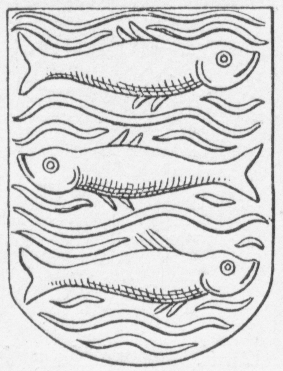
Sallings Nørre härad.
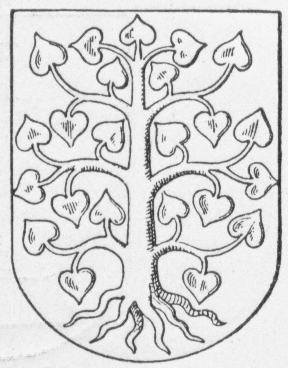
Skads härad.
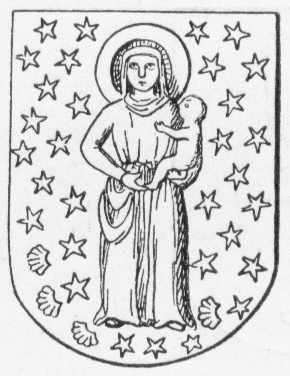
Skodborg härad.
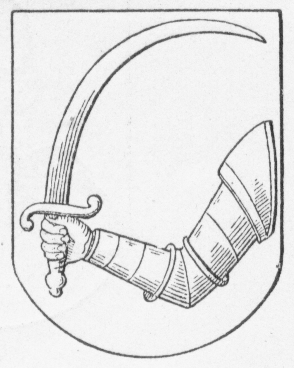
Slavs härad.
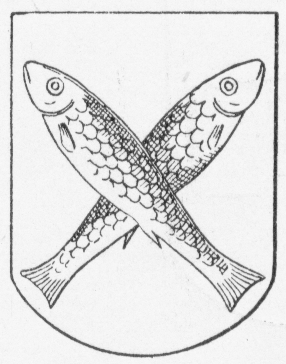
Slet härad.
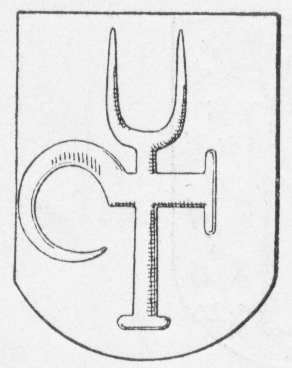
Støvring härad.
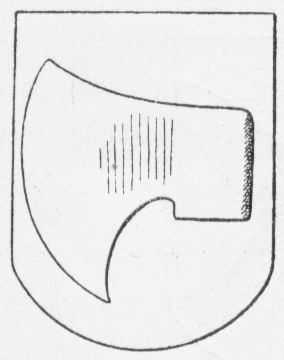
Sønderhald härad.
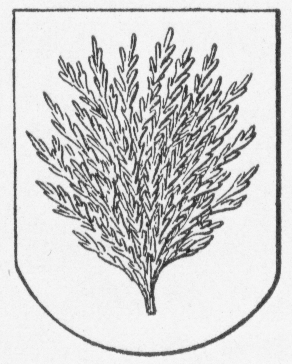
Sønderlyng härad.
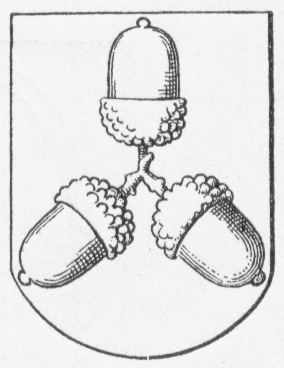
Tyrsting härad.
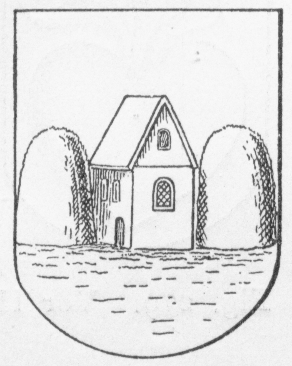
Tørrild härad.
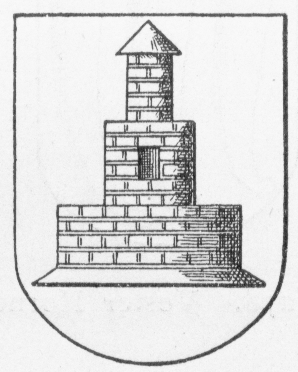
Ulfborg härad (1610).
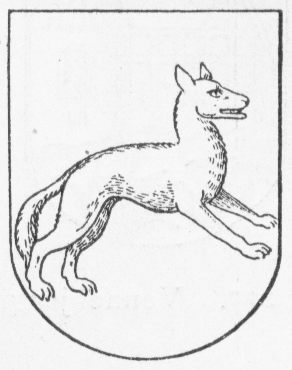
Ulfborg härad (1648).
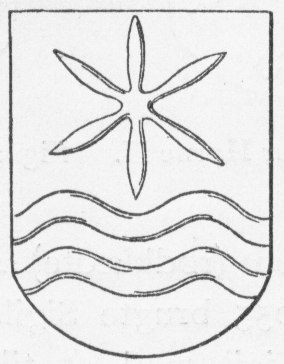
Vandfuld härad (1535).
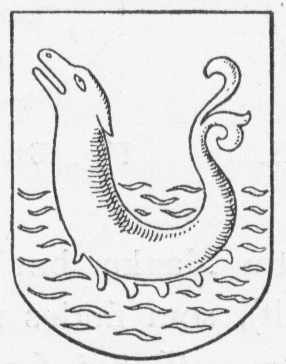
Vandfuld härad (1634).
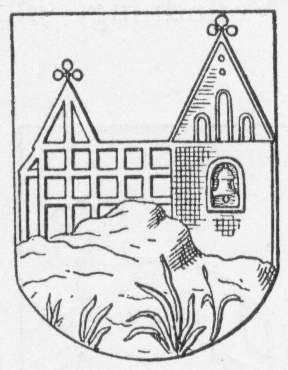
Vennebjerg härad.
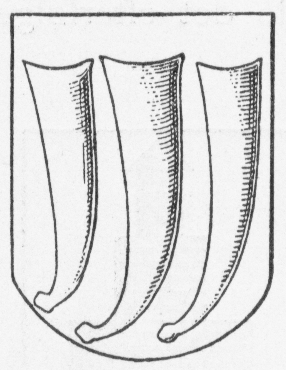
Vester Horne härad.
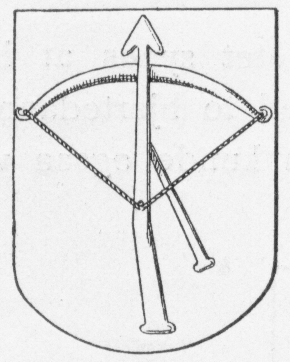
Vrads härad (1610).
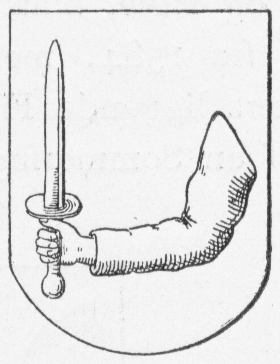
Vrads härad.
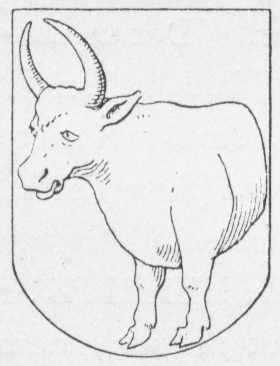
Års härad.
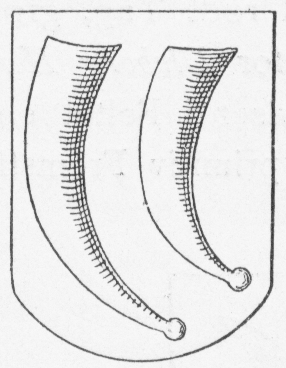
Øster Horne härad (1610).
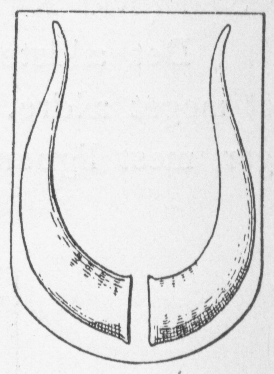
Øster Horne härad (1648).

## LollandochFalster

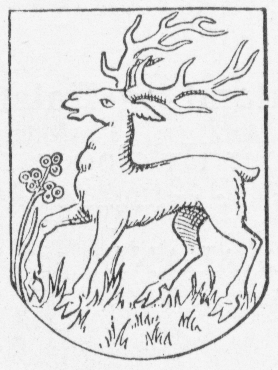
Falsters Nørre härad.
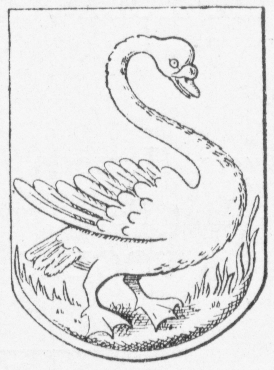
Falsters Sønder härad.
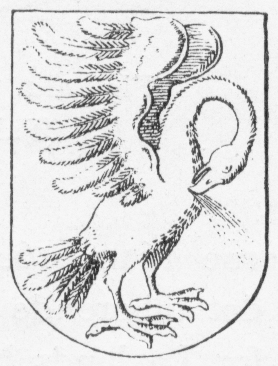
Fuglse härad.
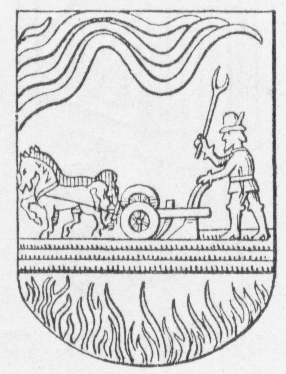
Lollands Nørre härad.
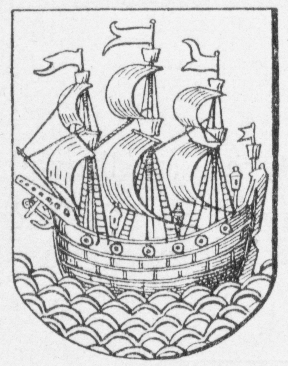
Lollands Sønder härad.
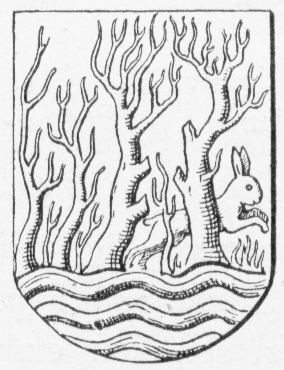
Musse härad.

## Samsø,MønochBornholm

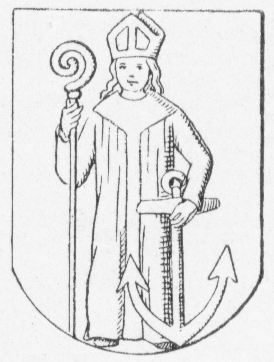
Bornholm Nørre härad.
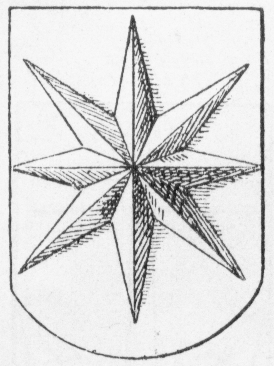
Bornholm Vester härad.
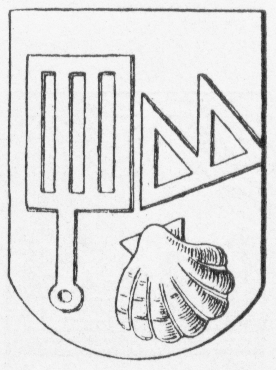
Bornholm Øster härad.
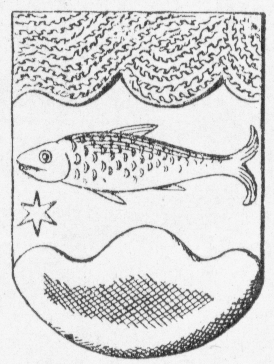
Møn.
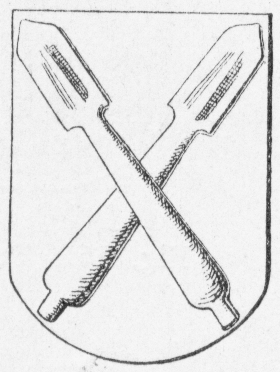
Samsø härad.

## Själland

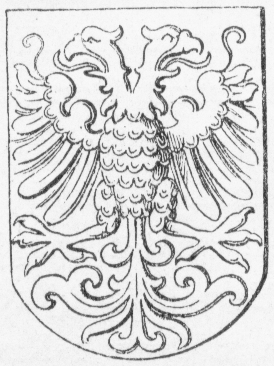
Arts härad.
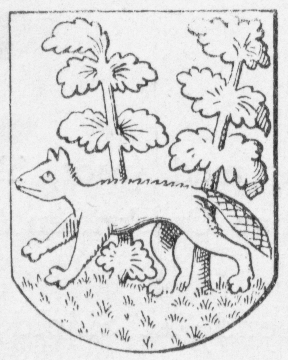
Bjæverskov härad (1610).
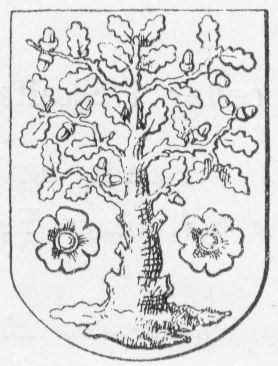
Bjæverskov härad (1648).
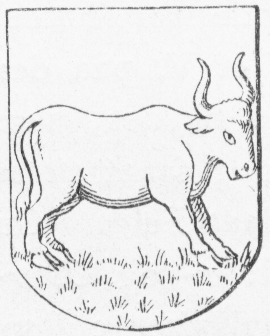
Bårse härad.
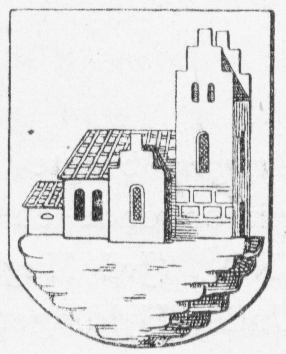
Faxe härad.
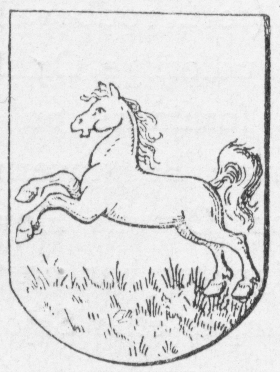
Flakkebjerg härad (1610).
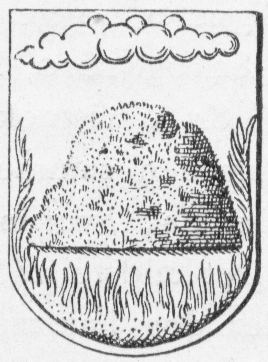
Flakkebjerg härad (1648).
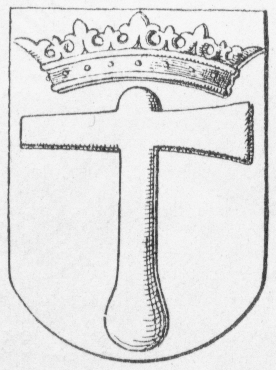
Hammer härad.
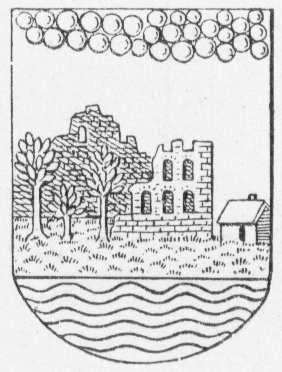
Holbo härad.
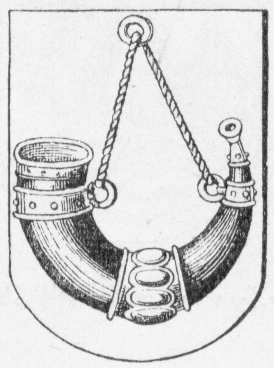
Horns härad.
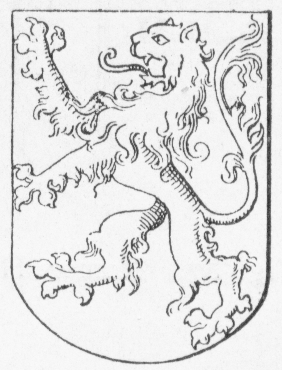
Løve härad.
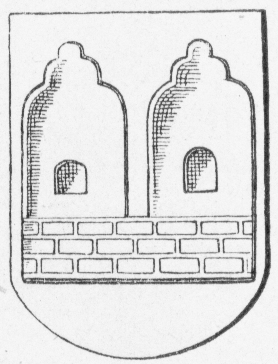
Merløse härad.
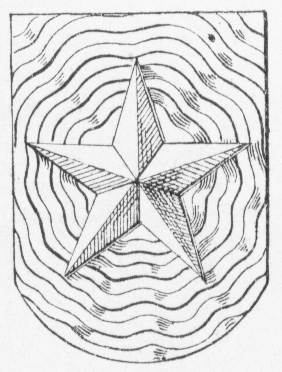
Ods härad.
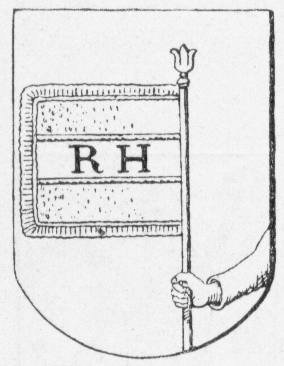
Ramsø härad.
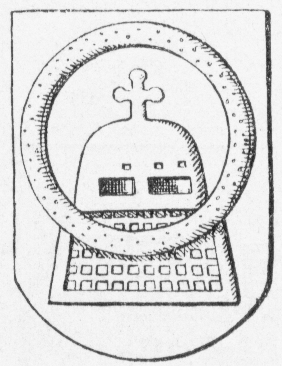
Ringsted härad.
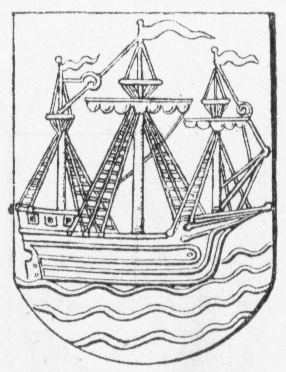
Skippinge härad.
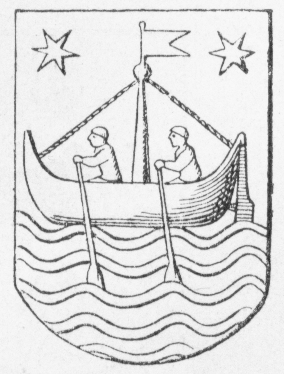
Slagelse härad.
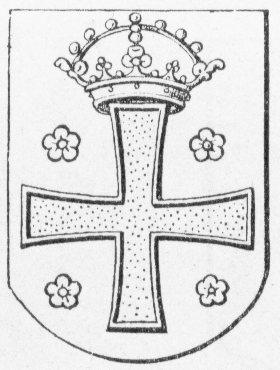
Smørum härad.
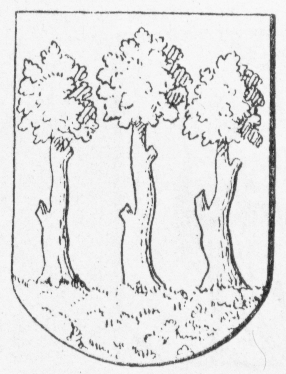
Sokkelund härad.
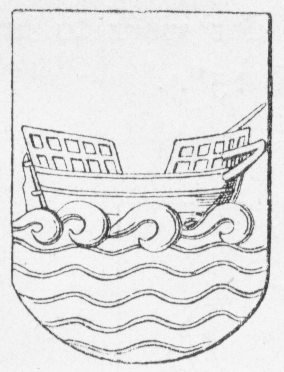
Stevns härad.
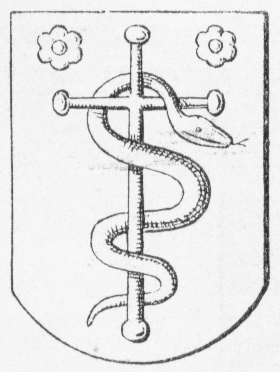
Sømme härad.
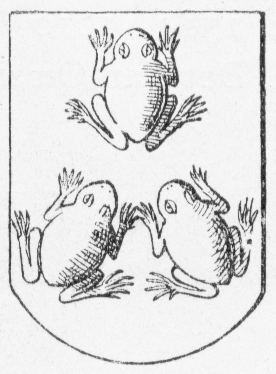
Tuse härad.
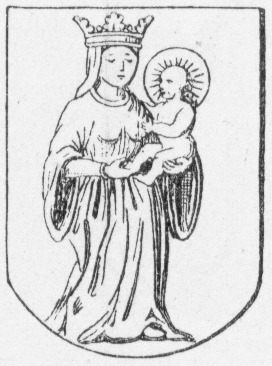
Tybjerg härad.
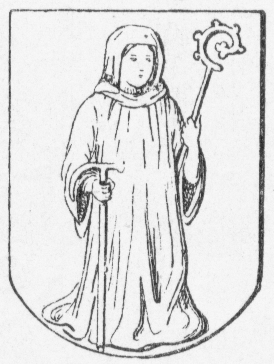
Voldborg härad.
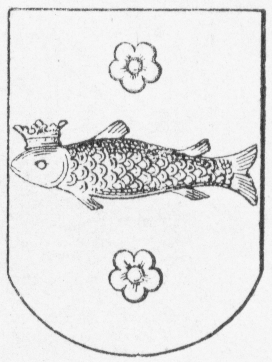
Ølstykke härad.